# Coleophora laticostella
Coleophora laticostella é uma espécie de mariposa do gênero Coleophora pertencente à família Coleophoridae.